# Skeggjabrekkuhyrna
Skeggjabrekkuhyrna är en bergstopp i republiken Island. Den ligger i regionen Norðurland eystra, 260 km nordost om huvudstaden Reykjavík. Toppen på Skeggjabrekkuhyrna är 907 meter över havet, eller 262 meter över den omgivande terrängen. Bredden vid basen är 4,7 km.
Runt Skeggjabrekkuhyrna är det mycket glesbefolkat, med 4 invånare per kvadratkilometer. Närmaste större samhälle är Dalvík, omkring 16 kilometer sydost om Skeggjabrekkuhyrna. Trakten runt Skeggjabrekkuhyrna består i huvudsak av gräsmarker.